# Poul Birkelund
Poul Birkelund (28. maj 1917 – 22. oktober 2006) var en dansk fløjtenist, der i en generation var blandt de førende på sit instrument som solist, kammermusiker og solofløjtenist. Han studerede med blandt andre Holger Gilbert-Jespersen i København. Han var medlem af Radiosymfoniorkestret som 2. solofløjtenist i årene 1943-66 og dertil arrangør af koncerter på bl.a. Glyptoteket. Med sit ensemble Poul Birkelundkvartetten indspillede han mange grammofonplader. Han var professor ved Det Kongelige Danske Musikkonservatorium fra 1966 og rektor 1971-75. Han var Ridder af 1. grad af Dannebrogordenen.